# Tandonella
Tandonella is een geslacht van kreeftachtigen uit de klasse van de Ostracoda (mosselkreeftjes).

## Soorten
- Tandonella batei (Jain, 1978)
- Tandonella indica (Jain, 1978)